# Tona (kommunhuvudort)
Tona är en kommunhuvudort i Spanien.   Den ligger i provinsen Província de Barcelona och regionen Katalonien, i den östra delen av landet, 500 km öster om huvudstaden Madrid. Tona ligger 601 meter över havet och antalet invånare är 6 955.
Terrängen runt Tona är huvudsakligen kuperad, men den allra närmaste omgivningen är platt. Runt Tona är det ganska tätbefolkat, med 86 invånare per kvadratkilometer. Närmaste större samhälle är Vic, 9,4 km norr om Tona. I omgivningarna runt Tona växer i huvudsak blandskog.